# Martin Hebner
Martin Hebner (* 10. November 1959 in Frankfurt am Main; † 7. Juli 2021 in Dießen am Ammersee) war ein deutscher Politiker der AfD. Er gehörte bis zu seinem Tod dem 19. Deutschen Bundestag an.

## Werdegang
Hebner war Diplom-Informatiker und Wirtschaftswissenschaftler und als Abteilungsleiter einer Bank für die ausländischen Niederlassungen zuständig. Vor seinem Einzug in den Bundestag war er selbständiger IT-Berater. Er war verheiratet und hatte vier erwachsene Kinder. Als Alter Herr gehörte er der Landsmannschaft Hansea auf dem Wels zu München im CC an.
2013 nahm Hebner an der Gründungsversammlung der AfD in Berlin teil. Er war von Oktober 2015 bis November 2017 im Landesvorstand der AfD Bayern.
Hebner trat bei der Bundestagswahl 2017 im Bundestagswahlkreis Starnberg – Landsberg am Lech als Direktkandidat und auf Platz 1 der Landesliste Bayern an. Auf der Nominierungsversammlung im März 2017 in Greding setzte er sich überraschend als Spitzenkandidat gegen den vom Verfassungsschutz beobachteten Landesvorsitzenden Petr Bystron durch. Aufgrund des Zweitstimmenergebnisses der AfD in Bayern zog er in den 19. Bundestag ein.
Im 19. Deutschen Bundestag war Hebner ordentliches Mitglied im Ausschuss für die Angelegenheiten der Europäischen Union. Zudem gehörte er als stellvertretendes Mitglied dem Petitionsausschuss sowie dem Ausschuss für Arbeit und Soziales an. Seit 2019 war Martin Hebner Mitglied der Deutsch-Französischen Parlamentarischen Versammlung.
Als Nachrücker übernahm Florian Jäger das Bundestagsmandat Hebners nach dessen Tod.

## Krankheit und Tod
Mitte 2020 wurde bekannt, dass Hebner für die Bundestagswahl 2021 aus gesundheitlichen Gründen nicht wieder antreten werde. Laut einem Facebook-Eintrag, der von seiner Familie geschrieben wurde, litt er an einem Hirntumor. Die Familie wandte sich im Juli 2021 mit einem Appell an die Öffentlichkeit, weil der todkranke Hebner von der Antifa bedroht worden sei. Es seien Aufkleber am Haus angebracht worden mit den Worten, Hebner solle sich „warm anziehen“ sowie ein Aufkleber mit dem „Konterfei einer dem Schwarzen Block wahrscheinlich nahestehenden Person“. Die Familie schrieb dazu: „Drohungen dieser Art verbreiten Angst in einer Zeit, wo es möglich sein sollte, sich von einem Vater zu verabschieden.“ Unmittelbar nach einer ersten Operation am Kopf im Jahr 2020 sei Hebner auf offener Straße angegriffen worden. Ein Mann habe mit einem Stock auf Hebner eingeschlagen. Dieser Angriff sei jedoch nicht aus politischer Motivation heraus erfolgt, sondern es sei gemäß der Auskunft des Polizeipräsidiums Oberbayern Nord gegenüber dem Münchner Merkur eine private Auseinandersetzung mit einem Hundehalter gewesen, wegen der auch polizeilich ermittelt wurde.

## Positionen
Martin Hebner beklagte die Flügelkämpfe innerhalb der AfD, denn diese gingen zulasten der Inhalte, mit denen sich die Partei eigentlich befassen müsse. Seine Themen waren die Kritik am Euro und am Umgang mit der Flüchtlingskrise.
Die Zeit ordnete ihn dem nationalkonservativen Flügel der AfD-Bundestagsfraktion zu.
Recherchen der FAZ ergaben, dass Hebner und einer seiner Mitarbeiter 2018 bewusst einen fehlerhaften Antrag zum UN-Migrationspakt beim Petitionsausschuss des Deutschen Bundestages eingereicht hatten, um nach dessen aufgrund der Formfehler zwingenden Abweisung die AfD als Opfer stilisieren zu können. Dabei veröffentlichte Hebner Namen und Kontaktdaten der zuständigen Mitarbeiterin des Petitionsausschusses, woraufhin diese von AfD-Anhängern bedroht wurde und den Arbeitsplatz wechseln musste. Die stellvertretende Vorsitzende des Petitionsausschusses, Martina Stamm-Fibich (SPD), nannte das Verhalten der AfD „absolut inakzeptabel“.